# Potentilla nebulosa
Potentilla nebulosa är en rosväxtart som beskrevs av Danihelka, Soják. Potentilla nebulosa ingår i Fingerörtssläktet som ingår i familjen rosväxter. Inga underarter finns listade i Catalogue of Life.